# Ynys Môn
Ynys Môn (anglès: Anglesey) és una illa a Gal·les separada de la resta de Gal·les per l'estret de Menai. El seu nom en gal·lès és Ynys Môn ('illa de Mona') i els romans l'anomenaren l'illa Mona.
Té una extensió de 714 km² i 66.829 habitants. La seva capital és Llangefni. L'economia de l'illa es basa en la ramaderia; disposa de port pesquer, oleoducte i central nuclear. Destaquen pel seu interès turístic els seus monuments megalítics i el poble de Llanfairpwllgwyngyllgogerychwyrndrobwllllantysiliogogogoch, el qual té el topònim més llarg del Regne Unit.

## Història

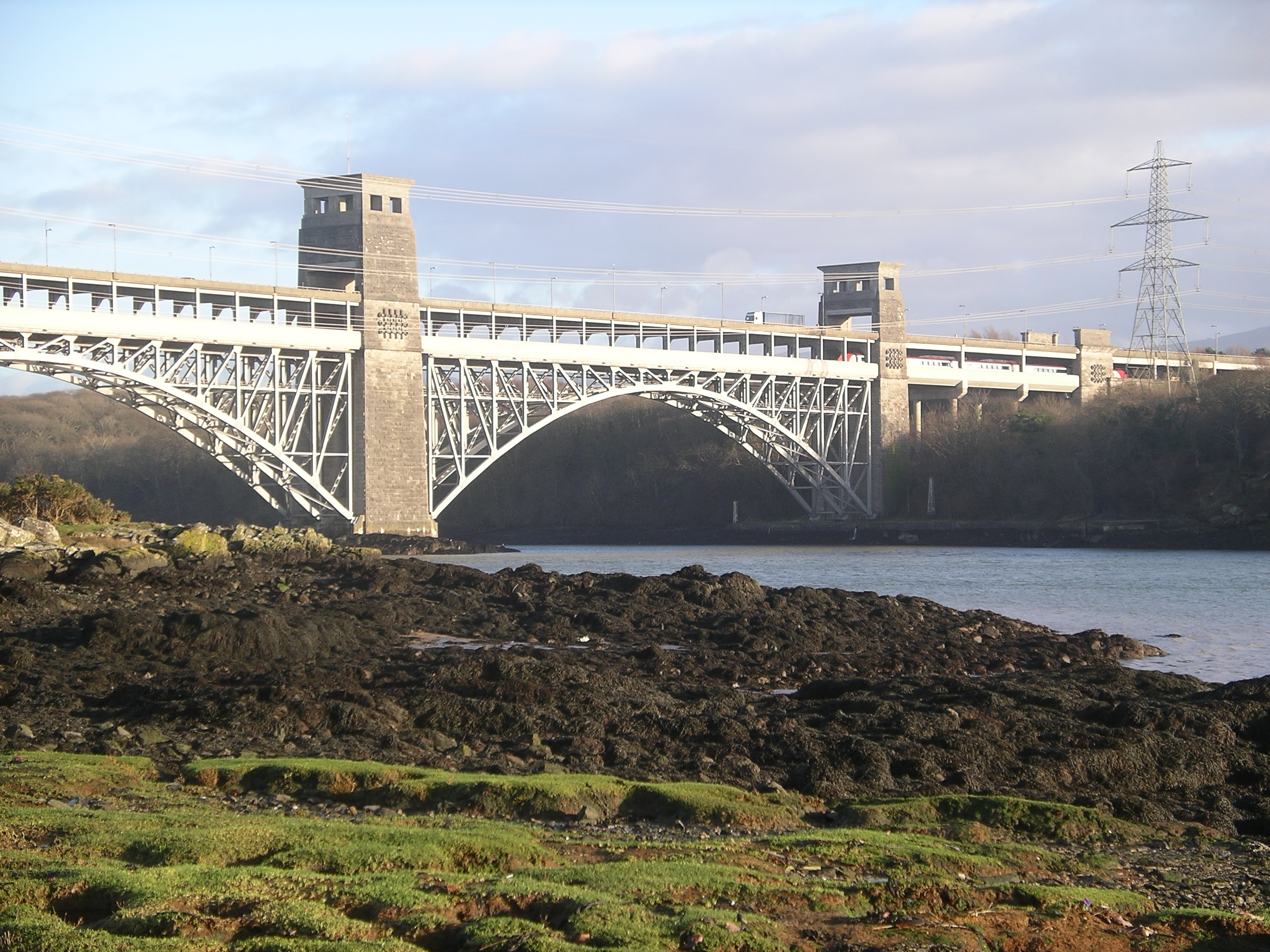
Pont Brittania sobre l'estret de Menai

Hi ha nombrosos monuments megalítics i menhirs a Anglesey, donant testimoniatge de la presència dels éssers humans ja en la prehistòria.
En l'antiguitat, l'illa pertanyia al país dels ordòvics i va estar associada al poder dels druides. L'any 60 dC, el general romà Gai Suetoni Paulí va atacar l'illa i va posar fi al poder dels druides. Posteriorment va ser envaïda pels vikings, els saxons i els normands. Al segle xiii va ser conquerida per Eduard I d'Anglaterra, juntament amb la resta del territori gal·lès.

## Nascuts a Anglesey
- Owen Lewis - bisbe
- Hugh Griffith - actor, guanyador d'un Òscar
- Wayne Hennessey - futbolista